# (6141) Durda
(6141) Durda es un asteroide perteneciente a asteroides que cruzan la órbita de Marte más concretamente al grupo de Hungaria, descubierto el 26 de diciembre de 1992 por el equipo del Spacewatch desde el Observatorio Nacional de Kitt Peak, Arizona, Estados Unidos.

## Designación y nombre
Designado provisionalmente como 1992 YC3. Fue nombrado Durda en homenaje a Daniel D. Durda, quien ha estudiado la generación y evolución del polvo y la distribución del tamaño de los planetas menores. Como miembro del equipo de imágenes de Galileo, ha llevado a cabo estudios de fragmentación de planetas menores y un análisis detallado de la formación de sus satélites, en particular, de Dáctilo, la Luna de (243) Ida. Un ávido piloto, también es un destacado artista astronómico cuyas pinturas están inspiradas en su trabajo científico.

## Características orbitales
Durda está situado a una distancia media del Sol de 1,817 ua, pudiendo alejarse hasta 2,078 ua y acercarse hasta 1,557 ua. Su excentricidad es 0,143 y la inclinación orbital 16,45 grados. Emplea 895,308 días en completar una órbita alrededor del Sol.

## Características físicas
La magnitud absoluta de Durda es 14,3.